# 背短鬚石首魚
背短鬚石首魚為輻鰭魚綱鱸形目鱸亞目石首魚科的其中一種，分布東太平洋區，從墨西哥至厄瓜多海域，本魚體橢圓形，背部略微隆起，吻突出，口小，鰓蓋邊緣具鋸齒，體藍灰色或暗銀色，腹部顏色淡，側面帶深色條紋，鰓腔黑色，體長可達40公分，棲息在沿海沙底質海域、海灣，屬肉食性，以螃蟹、蠕蟲等為食，可做為食用魚。